# Орду (ил)
Орду (тур. Ordu) — ил на севере Турции. Административный центр — город Орду.
Ил Орду граничит с илами: Самсун на западе, Токат и Сивас на юге, Гиресун на востоке. С севера территория ила омывается водами Чёрного моря.

## Население
Население — 887 765 жителей по переписи 2009 года, 890 тыс. по оценке 2007 года.
Крупнейшие города — Орду (112 тыс. жителей в 2000 году), Фатса, Унье.
В провинции проживает национальное меньшинство грузин-мусульман (чвенебури).
В последние годы наблюдается отток населения из провинции на заработки в Стамбул или за границу.

## Административное деление
Ил Орду разделен на 19 районов:
1. Аккуш (Akkuş)
2. Айбасты (Aybastı)
3. Чамаш (Çamaş)
4. Чаталпынар (Çatalpınar)
5. Чайбашы (Çaybaşı)
6. Фатса (Fatsa)
7. Гёлькёй (Gölköy)
8. Гюльялы (Gülyalı)
9. Гюрдентепе (Gürgentepe)
10. Икиздже (İkizce)
11. Кабадюз (Kabadüz)
12. Кабаташ (Kabataş)
13. Корган (Korgan)
14. Кумру (Kumru)
15. Месудие (Mesudiye)
16. Орду (Ordu)
17. Першембе (Perşembe)
18. Улубей (Ulubey)
19. Унье (Ünye)

## Экономика
Орду знаменита лесными орехами (фундук). Турция производит 70 % мирового урожая орехов, из которых более половины выращивают в провинции Орду. Падение цен на лесные орехи ударило по экономике провинции и вынудило часть крестьян перейти на производство мёда.
Пищевая и лесопильная промышленности.
Добыча полиметаллов.
Туризм (в основном из России и Грузии).
Орду-Гиресун — первый в Европе аэропорт, построенный на искусственном острове.

## Достопримечательности
Мыс Ясона — расположен близ деревни Чайтепе. Считается, что во время своего путешествия в Колхиду Ясон высаживался здесь вместе с аргонавтами.